# Fuencaliente de la Palma (kommun)
Fuencaliente de la Palma är en kommun i Spanien. Den ligger i provinsen Santa Cruz de Tenerife i den autonoma regionen Kanarieöarna i sydvästra delen av landet, 1 900 km sydväst om huvudstaden Madrid. Antalet invånare är 1 900 (2024). Fuencaliente de la Palma ligger på ön La Palma.